# 埃門足球俱樂部
安曼足球會（FC Emmen）是荷蘭的一家足球俱樂部，現時在荷蘭足球甲級聯賽角逐。主場是位於埃門的De Oude Meerdijk。球隊於1925年成立，在1985年首次晉身職業聯賽——荷乙，並長期在荷乙打滾，直至2018年在Dick Lukkien的帶領下首次升班荷甲。但在2021年，安曼足球會再次被降级到荷乙。2022年，他们再次升班，并在2022-2023赛季再次参加荷甲。

## 榮譽
- 荷乙冠軍

2021–22
- 荷蘭業餘超級聯賽周日C組冠軍、周日組總冠軍（英语：Hoofdklasse）

1974–75
- 荷蘭盃最佳成績：準決賽

1989–90、1998–99

## 外部連結
- Official website（页面存档备份，存于）
- Official supporters website